# Bojana Bjeljac
Bojana Bjeljac, född 10 april 1989, är en friidrottare från Kroatien. Hon deltog vid olympiska sommarspelen 2020 och olympiska sommarspelen 2024.